# Diamante de Ámsterdam
El diamante de Ámsterdam es un diamante negro con un peso de 33,74 quilates (6,7 g) y 145 facetas. Tiene forma de pera y fue tallado a partir de un diamante en bruto de 55,85 quilates (11,2 g). Se vendió en 2001 por 352.000 dólares estadounidenses, el precio más alto pagado por un diamante negro en una subasta.
El diamante es originario de África.

## Características
Pesa 33,74 quilates, lo que lo convierte en uno de los diamantes negros más grandes conocidos. Es de un negro intenso, algo relativamente raro en diamantes. Este color negro se debe a la presencia de numerosas inclusiones, generalmente grafito, en el interior de la piedra.
Los diamantes negros, también conocidos como carbonados, se diferencian de los diamantes tradicionales porque suelen ser más opacos y tienen una estructura policristalina única. Existe cierto debate sobre cómo se forman, pero se cree que podrían provenir del espacio o estar generados a consecuencia de las altas presiones que se registran en el interior de la Tierra.

## Historia
El diamante Ámsterdam fue descubierto en África Central, aunque no se conoce bien el país específico. África es una fuente importante de diamantes negros, y muchas de estas gemas se encuentran en regiones como la República Centroafricana o Brasil. Su primer propietario fue la compañía D. Drukker & Son de Ámsterdam, que tras adquirir la piedra en bruto en 1972, encargó a sus propios expertos el tallado del diamante.
El diamante recibe su nombre de la ciudad de Ámsterdam, capital de los Países Bajos, donde se vendió en una subasta en 2001, en la que se destacó su rareza y donde alcanzó un alto precio debido a su tamaño, color y características únicas.